# Michail Tombak
Michail Borisovič Tombak (rusky: Михаил Борисович Томбак), (* 4. září 1953 Karaganda, Sovětský svaz) je ruský středoškolský učitel biologie a chemie. Je v Polsku autorem čtyři bestsellerů na téma zdravého životního stylu a samoléčby.

## Životopis
Vystudoval v letech 1971 až 1976 Státním pedagogickém institutu v Kaluze. Během studií cestoval také do Tibetu, kde se setkal s tradiční čínskou a tibetskou medicínou a napsal tři knihy z oboru. V červenci 1976 ukončil studium jako středoškolski učitel biologie a chemie. Od roku 1980 učil jako odborný asistent na Univerzitě v Moskvě, kde byl v roce 1985 jmenován ředitelem Vědeckého centra pro zdraví. Od roce 1990 až 1993 byl v Moskvě ředitelem sovětsko-nizozemské spolki „Ramaks“ a koncernu „Ramaks-Elektronik“. Certifikát hypnotizéra získal v roku 1993. Titul Kandidát věd získal v červnu 1996 a titul Doktor věd v dubnu 1997 v Moskvě.
Od roku 1998 působí na „volné noze“. V roce 1999 se přestěhoval do Polska, a žije s manželkou Bogumilou v Lodži. Polské občanství získal v roce 2004. Zabývá se šířením samoléčby a přírodních léčitelských metod. Je autorem knih v polštině, věnované zdravému, aktivnímu a dlouhému životu. Jeho knihy byly přeloženy do 12 jazyků.

## Knihy
- Чтобы не болеть и не стареть, надо… (= Серия: Жизнь без лекарств). Издатель. Провинция-информ, Калуга 1991.[6]
- Droga do zdrowia. Volumen, Łódź 2000, ISBN 83-911522-1-9.
  - v češtině: Cesta ke zdraví. Beskydy, Vendryně 2013, ISBN 978-80-87431-20-7.
- Jak żyć długo i zdrowo. Galaktyka, Łódź 2000, ISBN 978-8391137901.
  - v češtině: Jak žít dlouze a zdravě. Beskydy, Vendryně 2014, ISBN 978-80-87431-27-6.
- Uleczyć nieuleczalne. Galaktyka 2000 Łódź ISBN 978-8391137918.
  - v češtině: Vyléčit nevyléčitelné. Beskydy, Vendryně 2012, ISBN 978-80-87431-14-6.
- Czy można żyć 150 lat? Galaktyka, 2003 Łódź ISBN 83-91137937.
  - v češtině: Je možné žít 150 let?. Beskydy, Vendryně 2011, ISBN 978-80-87431-08-5.